# 比紹夫斯霍芬
比紹夫斯霍芬是奧地利的城鎮，位於該國中部，距離首府薩爾茨堡約50公里，由薩爾茨堡州負責管轄，面積49.62平方公里，海拔高度544米，2012年人口10,352。

## 外部連結
- Information about Bischofshofen （页面存档备份，存于）